# 齿头鳞毛蕨
齿头鳞毛蕨（学名：Dryopteris labordei）为鳞毛蕨科鳞毛蕨属下的一个种。